# George Van Biesbroeck
| 990 Yerkes          | 23 de novembro de 1922  |
| 993 Moultona        | 12 de janeiro de 1923   |
| 1024 Hale           | 2 de dezembro de 1923   |
| 1027 Aesculapia     | 11 de novembro de 1923  |
| 1033 Simona         | 4 de setembro de 1924   |
| 1045 Michela        | 19 de novembro de 1924  |
| 1046 Edwin          | 1 de dezembro de 1924   |
| 1079 Mimosa         | 14 de janeiro de 1927   |
| 1270 Datura         | 17 de dezembro de 1930  |
| 1312 Vassar         | 27 de julho de 1933     |
| 1464 Armisticia     | 11 de novembro de 1939  |
| 2253 Espinette      | 30 de julho de 1932     |
| 2463 Sterpin        | 10 de março de 1934     |
| 3211 Louispharailda | 10 de fevereiro de 1931 |
| 3378 Susanvictoria  | 25 de novembro de 1922  |
| 3641 Williams Bay   | 24 de novembro de 1922  |

George A. Van Biesbroeck (ou Georges-Achille Van Biesbroeck; Ghent, 21 de janeiro de 1880 – 23 de fevereiro de 1974) foi um astrônomo belga-americano.
Descobriu o cometa periódico 53P/Van Biesbroeck, assim como dois cometas não-periódicos: C/1925 W1 (Van Biesbroeck 1) e C/1935 Q1 (Van Biesbroeck 2).
Também descobriu alguns asteroides.
Nasceu em Gante, Bélgica e tornou-se engenheiro civil. Entretanto, em 1904 deixou a profissão e juntou-se ao corpo de funcionários do Observatório Real da Bélgica em Uccle.
Em 1915, enquanto ocorria a Primeira Guerra Mundial, foi convidado para trabalhar no Observatório Yerkes e trazer sua família consigo. Radicou-se nos Estados Unidos e trabalhou com cometas, asteroides e estrelas variáveis. Em 1945 aposentou-se com 65 anos, mas permaneceu bastante ativo.
Van Biesbroeck ganhou a Medalha James Craig Watson em 1957.
O asteróide 1781 Van Biesbroeck recebe o nome em sua homenagem, assim como a cratera Van Biesbroeck na Lua e a anã vermelha Wolf 1055 AB. O Prêmio George Van Biesbroeck, concedido pela American Astronomical Society, também tem seu nome em sua homenagem.